# Mauricio Manzano
José Mauricio Manzano López (Salvador, 1943. szeptember 30. –) salvadori válogatott labdarúgó.

## Pályafutása

### Klubcsapatban
Pályafutása során számos salvadori csapatban megfordult, melyek a következők voltak: Atlético Marte, CD UES, CD FAS.

### A válogatottban
A salvadori válogatott tagjaként részt vett az 1970-es világbajnokságon, ahol a Belgium elleni csoportmérkőzésen kezdőként kapott szerepet.